# Jon Aberasturi
Jon Aberasturi Izaga (Vitoria, 28 marzo 1989) è un ciclista su strada spagnolo di origine basca che corre per il team Euskaltel-Euskadi. È attivo in formazioni Elite UCI dal 2010.

## Palmarès
- 2008 (Juniores)

Oñati Saria
- 2009 (Naturgas Energía)

Gran Premio San Bartolomé
- 2010 (Orbea-Oreka SDA, una vittoria)

1ª tappa Grande Prémio Crédito Agrícola da Costa Azul (Vila do Conde > Setúbal)
- 2011 (Orbea-Oreka SDA, una vittoria)

1ª tappa Grande Prémio Crédito Agrícola da Costa Azul 2011 (Quinta do Conde > Setúbal)
- 2015 (Dym Jess Tlaxcala, una vittoria)

3ª tappa Vuelta al Estado de Oaxaca (Tehuantepec > Salina Cruz)
- 2016 (Team UKYO, quattro vittorie)

1ª tappa Gunma CSC Road Race (Minakami > Minakami)
2ª tappa Gunma CSC Road Race (Minakami > Minakami)
1ª tappa Tour de Korea (Pusan > Gumi)
Prologo Tour de Hokkaido (Sapporo, cronometro)
- 2017 (Team UKYO, otto vittorie)

3ª tappa Tour of Thailand (Phitsanulok > Uttaradit)
3ª tappa Tour of Japan (Mino > Mino)
1ª tappa Tour de Korea (Yeosu > Gunsan)
4ª tappa Tour de Korea (Yeongju > Chungju)
1ª tappa Tour of Qinghai Lake (Ledu > Xining)
5ª tappa Tour of Qinghai Lake (Lago Qinghai > Gangcha Dasi)
5ª tappa Tour of Taihu Lake (Nantong > Haimen)
1ª tappa Tour of Hainan (Wanning > Xinglong)
- 2018 (Euskadi-Murias, una vittoria)

1ª tappa Vuelta a Aragón (Teruel > Caspe)
- 2019 (Caja Rural-Seguros RGA, tre vittorie)

2ª tappa Boucles de la Mayenne (La Croixille > Lassay-les-Châteaux)
Circuito de Getxo
2ª tappa Vuelta a Burgos (Gumiel de Izan > Lerma)
- 2020 (Caja RuralCaja Rural-Seguros RGA, una vittoria)

1ª tappa Tour de Hongrie (Esztergom > Esztergom)
- 2021 (Caja RuralCaja Rural-Seguros RGA, una vittoria)

3ª tappa Giro di Slovenia (Brežice > Krško)

### Altri successi
- 2014 (Euskadi)

1ª tappa Tour de Gironde (Le Pian-Médoc, cronosquadre)
- 2016 (Team UKYO)

Classifica a punti Tour de Kumano
- 2017 (Team UKYO)

Classifica a punti Tour of Thailand
- 2018 (Euskadi-Murias)

Classifica a punti Vuelta a Aragón
- 2019 (Caja Rural-Seguros RGA)

Classifica a punti Boucles de la Mayenne

## Piazzamenti

### Grandi Giri
- Vuelta a España

2018: 146º
2019: 140º
2020: 117º
2021: 132º
2024: ritirato (6ª tappa)

### Competizioni mondiali
- Campionati del mondo su strada

Aguascalientes 2007 - In linea Junior: 30º
Copenaghen 2011 - In linea Under-23: 13º

### Competizioni continentali
- Campionati europei

Sofia 2007 - In linea Junior: 6º
Plouay 2020 - In linea Elite: 46º
Monaco di Baviera 2022 - In linea Elite: 9º